# Philodromus xinjiangensis
Philodromus xinjiangensis är en spindelart som beskrevs av Tang och Song 1987. Philodromus xinjiangensis ingår i släktet Philodromus och familjen snabblöparspindlar. Inga underarter finns listade i Catalogue of Life.